# 李徳
李太宗（りたいそう、リ・タイ・トン、ベトナム語：Lý Thái Tông / 李太宗）は、李朝大瞿越の第2代皇帝。諱は仏瑪（ファットマ、ベトナム語：Phật Mã / 佛瑪）、または徳政（ドゥクチン、ベトナム語：Đức Chính / 徳政）とも。
尊号は開天統運尊道貴徳聖文広武崇仁尚善政理民安神符龍見体元御極億歳功高応真宝暦通玄至奥興龍大定聡明慈孝皇帝（ベトナム語：Khai Thiên Thống Vận Tôn Đạo Quý Đức Thánh Văn Quảng Vũ Sùng Nhân Thượng Thiện Chính Lý Dân An Thần Phù Long Hiện Thể Nguyên Ngự Cực Ức Tuế Công Cao Ứng Chân Bảo Lịch Thông Huyền Chí Áo Hưng Long Đại Địch Thông Minh Từ Hiếu Hoàng Đế / 開天統運尊道貴德聖文廣武崇仁尚善政理民安神符龍見體元御極億歳功高應真寶暦通玄至奥興龍大定聰明慈孝皇帝）。ベトナム史上に残る名君の一人とされる。

## 生涯
応天7年（1000年）、後に李朝の初代皇帝となる李公蘊の長男として前黎朝の都であった華閭に生まれる。母は黎氏仏銀（前黎朝の大行皇帝黎桓の皇女）。『大越史記全書』によると幼少より仁哲に通じ、文武を修めた。六芸のいずれにも通じたとされる。景瑞2年（1009年）に李公蘊が即位して李朝を建てる（太祖）と順天3年（1012年）に李仏瑪は太子に冊立され、合わせて開天王に封じられた。順天10年（1019年）には元帥に任じられ、順天11年（1020年）に太祖に命じられてパラメーシュヴァラヴァルマン2世治下のチャンパへの南征を行い、龍鼻山でチャンパ軍を撃破して多くの捕虜を得て帰還した。順天15年（1024年）に峰州征伐、順天17年（1026年）には演州の賊を討伐した。順天18年（1027年）には七源州に出兵している。
順天19年（1028年）に太祖が崩じるとその遺詔により李仏瑪が跡を継ぐことになったが、封地で軍権を持っていた李仏瑪の三人の弟（東征王李力・翊聖王・武徳王）が反乱を企て、広福門に兵を伏せて李仏瑪を襲撃しようとした。乾元殿であと一歩のところで襲撃を察知した李仏瑪は弟たちを討つことを躊躇していたが、内侍の李仁義らの進言を受けた後に、将軍の黎奉暁に命じて宮中の護衛に門を開かせて乾元殿から迎撃させ、武徳王を討って残りの二人を追い払い、反乱を鎮圧した。後に東征王と翊聖王は投降して許しを請うてきたため、その罪を許した。
即位後は文武百官を毎年銅鼓神廟に詣でさせて忠孝を誓わせ、違反者は杖刑に処した。即位直後に故郷の長安府で反乱を起こした弟の開国王李菩を降して東征王と翊聖王同様にその罪を許し、天成2年（1029年）に愛州、天成4年（1031年）に驩州、天成6年（1033年）に定源州と彘源州で次々と起きた反乱を親征して平定した。天成2年（1029年）に宋の仁宗より交趾郡王に封じられて、天成3年（1030年）に報聘として大僚班の黎偓佺らを使者に立てて宋に朝貢している。通瑞5年（1038年）には南平王に改封された。
内政面では官僚制度を整備し、仏教に傾倒して多くの寺院を建立した。乾符元宝や明道元宝を鋳造させて国内に流通させ、天下の官道を「弓」に分け、その単位の下で駅站を用いて政令が行き渡るようにした。飢饉が起きた時や外征からの帰還後は民の賦税を2～3年減免した。通瑞5年（1038年）には自ら藉田を耕して農耕を奨励し、乾符有道2年（1040年）に宮女たちに錦綺を織るように教えた。明道元年（1042年）にはそれまで煩雑であった訴訟を改め、重すぎた刑罰と法吏の負担を軽減するために『刑書』を制定して罪刑を民衆にもわかりやすく明確化し、民間にも通用させるようにした。これはベトナム史上最初の成文化された法令集であり、法制史上においても重要な意味を持つ。『永徽律疏』の影響を受けた『刑書』の制定により官吏の収賄を禁じ、反乱罪などの十悪を除いて刑に見合った罰金を支払うことで罪を贖えるようにした。同時に十八歳以上の男子を奴隷にすることを禁止し、その違反者は杖刑に処した。また、土地の抵当や耕牛など車を引く家畜の保護についての規定を設けた。
軍事面では軍隊の再整備に力を注いだ。禁軍を十二衛に分け、府庫にあった器械を諸軍に与えて士気を高めた。通瑞6年（1039年）に広源州（現在のカオバン省東南部）で昭聖皇帝を称していた長其の儂全福親征に赴き、儂全福を捕らえて昇龍に連行し処刑した。その子の儂智高が逃走して乾符有道3年（1041年）に王を称して大暦を建てると、討伐を命じて大暦を滅ぼした。捕らえさせた儂智高が臣従の意を示したために、仏教に深く帰依していた太宗は儂智高が父を失っていたこともあって哀れに思い、釈放して旧領に戻ることを許し、明道2年（1043年）には太保に任じた。同年に詔を発して龍・鳳・魚・蛇・虎・豹・鸚鵡をそれぞれ模した戦艦数百余艘を建造させて遠征への軍備を増強した。明道3年（1044年）には大瞿越に朝貢していないこと、沿岸部を寇掠していることを理由にチャンパに親征して（チャンパ＝大瞿越戦争 (1044年)）五蒲江でジャヤ・シンハヴァルマン2世率いるチャンパ軍を大いに破り、ジャヤ・シンハヴァルマン2世をはじめとする3万人余りを戦死させた。チャンパの王都のヴィジャヤを占領して、ジャヤ・シンハヴァルマン2世の妃であった媚醯ら5千人余りの捕虜と多くの財宝を得て昇龍に帰還した。天感聖武5年（1048年）には将軍の馮智能に命じて哀牢（現在のラオス）を攻めさせ、その部衆を捕虜として連行させた。同年、宋の安徳州を占領して南天を建てた儂智高が大瞿越に背くと、太尉であった武威侯郭盛溢に討伐を命じ、再び儂智高を降伏させた。
天感聖武6年（1049年）、蓮の上に座っていた観音が自らを登台させた夢を見たことから、禅僧の助言を受けて池に浮かぶ蓮の花に見立てて長寿を祈願し、霊沼池に一本の太い木柱を建ててその上に延祐寺を建立した。

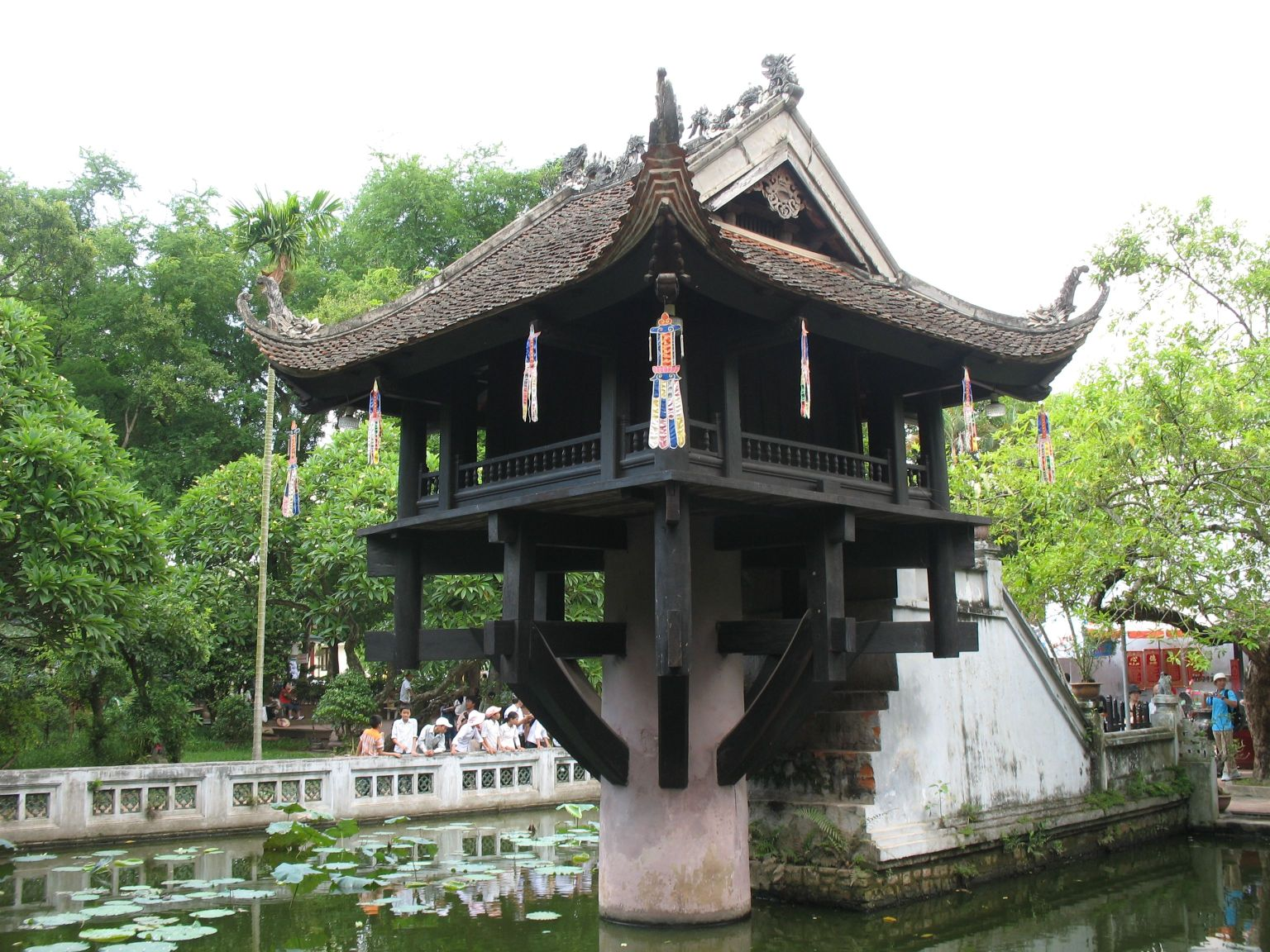
太宗が建立した延祐寺

崇興大宝6年（1054年）、昇龍の長春殿において55歳で崩御した。太祖と同じく天徳府（現在のバクニン省トゥーソン市ディンバン坊）の寿陵に葬られ、太子であった三男の開皇王李日尊が帝位を継いだ（聖宗）。
太祖の跡を受け継いで発展させ、官僚制度を整備した太宗について『大越史記全書』では「その深謀は漢の光武帝に匹敵し、四方を征伐したことは唐の太宗に比肩する」と激賞しているが、編者である儒官の呉士連はその一方で何度も反乱を起こした儂智高を許したことを「浮屠の慈愛の説（仏教の教え）に惑わされ、叛臣を赦したのは一時の仁でしかない」と指摘し、『大越史記』の編者である黎文休も「仏氏の小仁に溺れ、有国の大義を忘れた」と批判している。

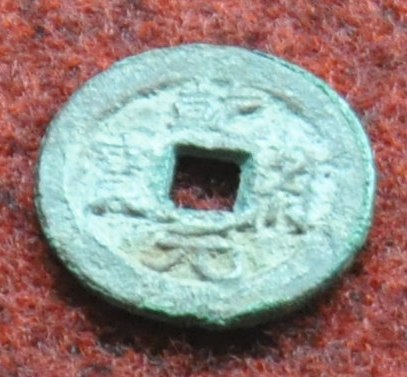
乾符有道年間に鋳造された乾符元宝（ベトナム歴史博物館（英語版）蔵）
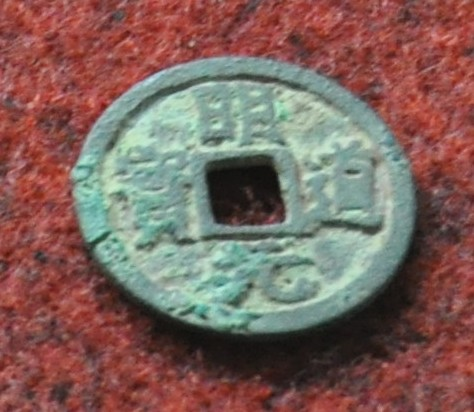
明道年間に鋳造された明道元宝（ベトナム歴史博物館蔵）

## 后妃
合わせて13人がいた。

### 皇后
1. 金天皇后（中国語版）枚氏 - 父は安国上将枚祐。
2. 丁皇后 - 父は匡国上将丁呉尚。
3. 王皇后 - 父は輔国上将王杜。
4. 天感皇后楊氏

### 妃嬪
1. 陶妃 - 父は陶大姨。

## 子女
4男3女を儲けた。

### 男子
1. 名不詳（早世）
2. 名不詳（早世）
3. 開皇王 李日尊（太子、金天皇后の所生、第3代皇帝聖宗（中国語版））
4. 奉乾王 李日忠（中国語版）

### 女子
1. 平陽公主 - 諒州（中国語版）牧の申紹泰（ベトナム語版）に嫁した。
2. 長寧公主 - 上威州牧の何善覧に嫁した。
3. 金城公主 - 峰州牧の黎宗順に嫁した。

この他にも、『大南一統志』などには九番目の妃とされる阮氏香が産んだ霊郎大王を太宗の子とする伝承が収められており、英武昭勝元年（1076年）に如月江の戦いで溺死したとされる宏真と同一人物とする説もある。